# 保利娜·舍费尔-贝茨
保利娜·西格林德·舍费尔-贝茨（德語：Pauline Sieglinde Schäfer-Betz，1997年1月4日—），德国女子竞技体操运动员，2015年世界竞技体操锦标赛女子平衡木铜牌得主、2017年世界竞技体操锦标赛女子平衡木金牌得主、2021年世界竞技体操锦标赛女子平衡木银牌得主。